# Hosszúlevelű áltiszafa

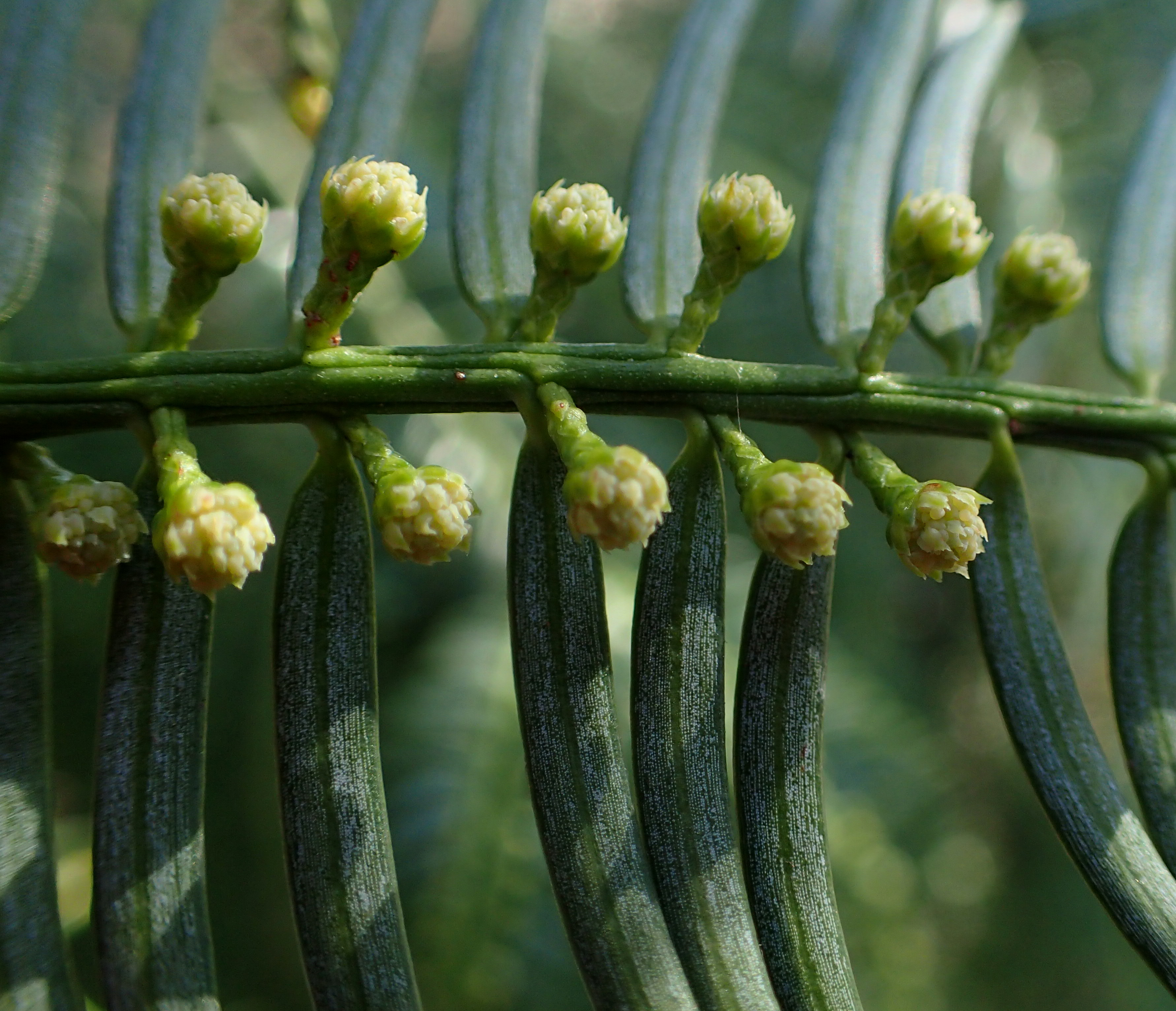
Levelei és porzós virágai az Északnyugat-lengyelországi Glinna arborétumában

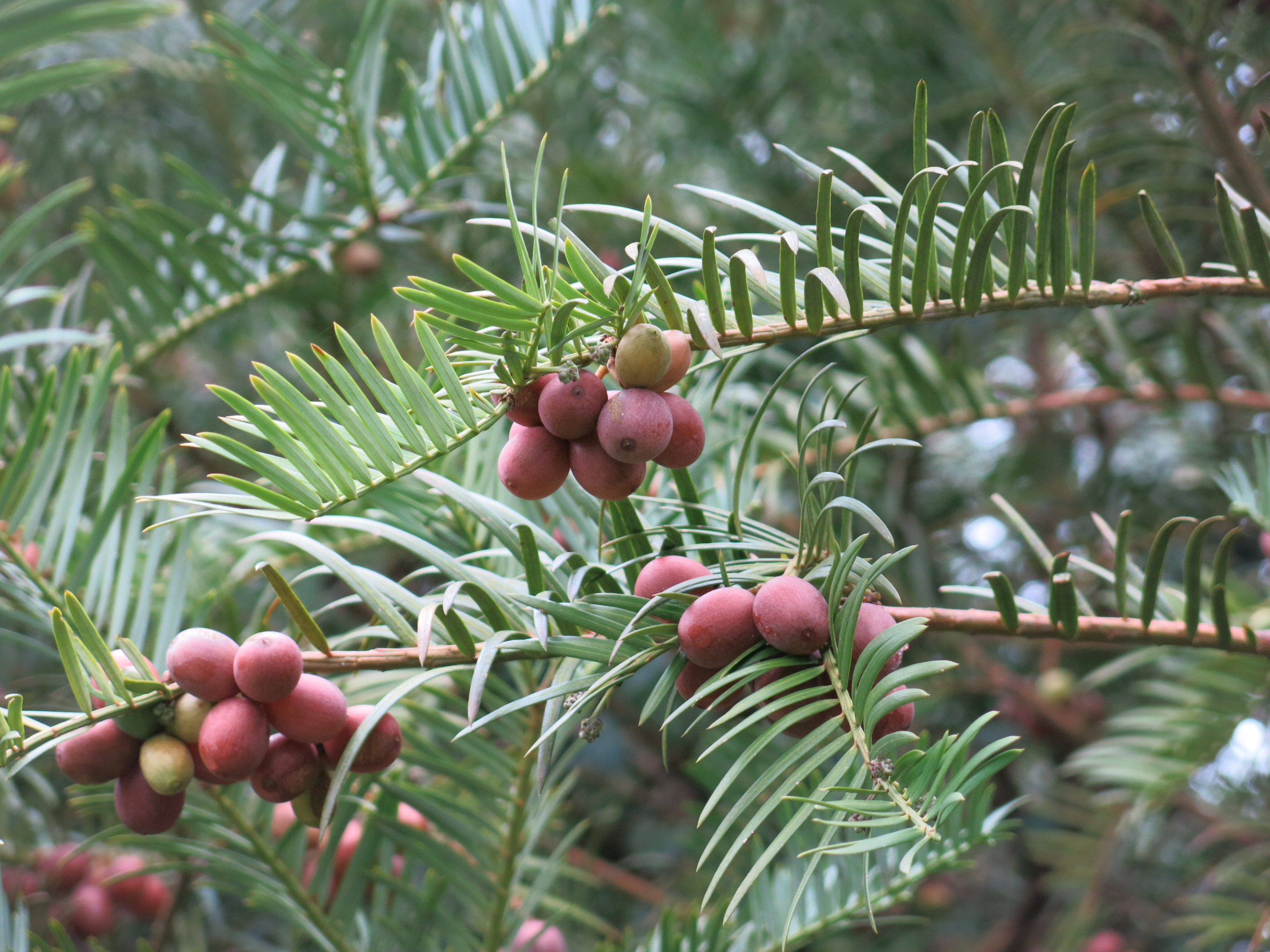
Termései Bagnoles arborétumában

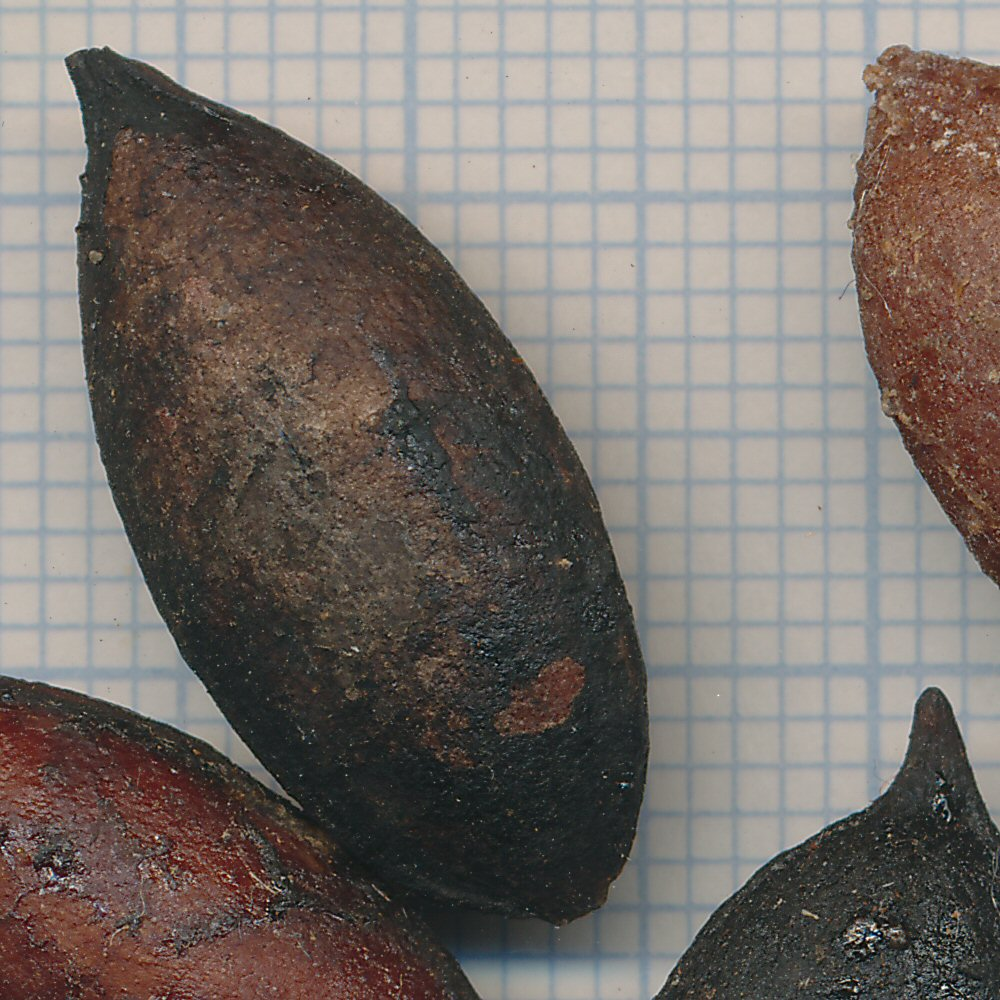
Termése

A hosszúlevelű  áltiszafa (Cephalotaxus fortunei) a fenyőalakúak (Pinales) rendjébe sorolt tiszafafélék (Taxaceae) családjában az áltiszafa (Cephalotaxus) nemzetség egyik faja. A nemzetségnek a 2000-es évekig külön, áltiszafaféléknek (Cephalotaxaceae) nevezett családot különítettek el.

## Származása, elterjedése
Eredetileg Kína déli felében és Észak-Burmában él; onnan terjedtek el világszerte kertészeti változatai. A nevét Robert Fortune (1812–1880) neves skót botanikusról és növényvadászról kapta, aki 1849-ben hozta be Nagy-Britanniába az első példányokat Délnyugat-Kínából. Európa parkjaiban, arborétumaiban szórványosan lelhető fel.

## Megjelenése, felépítése
Mutatós, nagy örökzöld cserje vagy kisebb (10 m-nél alacsonyabb), többtörzsű fa. Hajtásai az első három évben zöldek maradnak. Vörösesbarna kérge hamar barázdálódik, majd hosszú pikkelyekben–csíkokban lehámlik a törzsről.
Fényes sötétzöld, enyhén lehajló, puha-rugalmas, hegyecskében végződő, de nem szúrós tűlevelei fésűsen, átellenesen állnak. Egy-egy levél 3–5 mm széles és 4–13 cm hosszú. A levelek fonákán fehéres szürke vagy világosabb zöld sztómasávok húzódnak.
Porzós virágai rövid nyelű vagy ülő fejecskébe rendeződnek. termős virágai (és értelemszerűen a termések is) 3–5-ös csoportokban nőnek. A kb 2 cn hosszú termések éretlenül fényes szürkéskékek; beérve vörösbarnák.

## Életmódja, termőhelye
Kétlaki örökzöld. Eredeti termőhelyén többnyire lombos és tűlevelű kevert erdők, bozótosok, útszélek lakója a 200–3700 m magasságtartományban, főleg karbonátos (meszes) kőzeteken, tehát az ezeken kialakult kőzethatású talajokon. Örökzöld. Virágai április-májusban nyílnak.

## Felhasználása
Elterjedt dísznövény, de Magyarországon kevéssé ismert.